# Ein Herz für Kinder (Lied)
Ein Herz für Kinder ist ein Lied der deutschen Schlagersängerin Andrea Jürgens aus dem Jahr 1979. Es war das Titellied der vom Verleger Axel Springer und der Bild-Zeitung im Vorjahr ins Leben gerufenen gleichnamigen Aktion, die die Sicherheit von Kindern im Straßenverkehr fördern sollte. Es wurde von Jack White und Kurt Hertha geschrieben und gehörte zu den größten Erfolgen der damals als Kinderstar bekannten 12-jährigen Sängerin nach ihren Erfolgen mit den Liedern … und dabei liebe ich euch beide  und Ich zeige dir mein Paradies.

## Hintergrund und Veröffentlichung
Die Musik und der Text zu Ein Herz für Kinder stammen von den Komponisten Jack White und Kurt Hertha. Das Lied wurde im Rahmen der Spendengala zu der Aktion Ein Herz für Kinder im Ersten Fernsehprogramm vorgestellt und als Single von Ariola veröffentlicht; die B-Seite war Ballerina, Ballerina, komponiert ebenfalls von Jack White zusammen mit Dhana Moray.
1. Ein Herz für Kinder – 3:31
2. Ballerina, Ballerina – 3:33

Jack White ist zudem Produzent der Single, arrangiert wurde das Lied durch Joachim Plewa.

## Musik und Text

Ein Herz für Kinder

Ein Herz für Kinder ist ein Schlager im 6⁄8-Takt, der in deutscher Sprache verfasst ist. Das Lied ist aus zwei Strophen aufgebaut, die jeweils in einen Refrain auslaufen. Die musikalische Begleitung besteht aus einer elektrischen Orgel mit Akkordeon und einem gleichmäßigen Takt durch einen Schlagzeugsound.
Der Text des Schlagers ist ein Appell an die Zuhörer, mehr auf Kinder im Straßenverkehr zu achten. Dabei beziehen sich beide Strophen jeweils auf eine für Kinder potenziell gefährliche Verkehrssituation, bei der der Zuhörer als Autofahrer gebeten wird, vorsichtig zu sein und auf Kinder zu achten. In der ersten Strophe wird die geschildert, wie einem Autofahrer ein Ball vor das Auto rollt und er auf die Bremse tritt, um den dahinter kommenden Jungen nicht zu überfahren. In der zweiten Strophe wird beschrieben, wie Kinder von der Schule nach Hause gehen und am Straßenrand am Zebrastreifen darauf warten, von den Autos über die Straße gelassen zu werden.
Der Refrain, mit dem das Lied auch beginnt, besagt:

„Ein Herz für Kinder sollten alle haben

Ein bißchen Liebe, denn die brauchen wir

Dann würde sicher nicht so viel passieren

Und alle Kinder danken euch dafür

Ein Herz für Kinder, ja, das brauchen wir.“

## Resonanz

### Charts und Chartplatzierungen
Ein Herz für Kinder stieg erstmals am 18. Juni 1979 auf Platz 42 in die deutschen Singlecharts ein und hielt sich dort insgesamt 19 Wochen. Am 27. August des Jahres verzeichnete die Single mit Rang 14 für eine Woche ihre höchste Notierung. Am 22. Oktober 1978 wurde sie zum letzten Mal in den Charts auf Platz 49 verzeichnet. In Österreich und der Schweiz konnte sich das Lied dagegen nicht platzieren.
Andrea Jürgens erreichte als Interpretin mit dem Lied zum vierten Mal die deutschen Singlecharts nach den beiden Top-10-Hits … und dabei liebe ich euch beide und Ich zeige dir mein Paradies sowie Tina ist weg. Nur mit dem Titel Japanese Boy im Jahr 1981 konnte sie einen weiteren Top-10-Hit landen. Am  9. Juli 1979 wurde Ich zeige dir mein Paradies bei der ZDF-Hitparade auf Platz 6 vorgestellt und blieb in der Hitparade analog zu den Verkaufscharts bis zum 12. November 1979.

### Coverversionen
Ein Herz für Kinder wurde als Schlager vereinzelt gecovert. Erste Coverversionen erschienen bereits im selben Jahr sowie im Folgejahr von bekannten Tanzorchestern und Alleinunterhaltern wie denen von Cliff Carpenter, Udo Reichel und Max Greger. Eine kurze Parodieversion veröffentlichte Otto Waalkes auf seinem Album Der Ostfriesische Götterbote 1979. 2004 erschien eine Version von Toni de klaane Flugficht und Heino baute das Lied in sein Jack White - Evergreen-Medley von 2006 ein.

## Belege
1. 1 2  
Andrea Jürgens – Ein Herz für Kinder. In: austriancharts.at. Abgerufen am 15. Oktober 2021.
2. ↑  
Andrea Jürgens – Ein Herz für Kinder bei Discogs; abgerufen am 15. Oktober 2021.
3. 1 2 3  
Andrea Jürgens – Ein Herz für Kinder, Songtext auf songtexte.com; abgerufen am 15. Oktober 2021.
4. 1 2  
Andrea Jürgens – Ein Herz für Kinder. In: offiziellecharts.de. Abgerufen am 15. Oktober 2021.
5. 1 2 3  
Andrea Jürgens – Ein Herz für Kinder. Abgerufen am 15. Oktober 2021.
6. ↑  
Andrea Jürgens. In: chartsurfer.de. Abgerufen am 15. Oktober 2021.
7. ↑  
Andrea Jürgens – Ein Herz für Kinder, Coverversionen auf cover.info; abgerufen am 15. Oktober 2021.